# Sander Kruis
Sander Kruis (Roosendaal, 29 april 1992) is een Nederlands voetballer die als aanvaller speelt.
In 1997 werd hij op zeer jonge leeftijd lid van RBC Roosendaal. Hij kan spelen op de posities van aanvaller en middenvelder. Na alle jeugdteams te hebben doorlopen maakte hij op 18 maart 2011 zijn debuut in het profvoetbal, in de wedstrijd tegen FC Zwolle. De wedstrijd eindigde in 0–0.
In juni 2011 stapte hij over naar Sparta Rotterdam waar hij bij Jong Sparta speelde. Sinds 2012 komt hij uit voor RKSV Halsteren.